# Punto y banca
 Punto y banca es una película en blanco y negro de Argentina dirigida por Enrique Carreras sobre el guion de Emilio Villalba Welsh realizado sobre la idea de Enrique Carreras, que se estrenó el 1 de febrero de 1961 y que tuvo como protagonistas a Carlos Estrada y Susana Canales e intervino el grupo musical de Los Cinco Latinos. Fue filmada parcialmente en Mar del Plata y es la película póstuma de Francisco Álvarez. El filme tuvo como título alternativo el de Patricia mía. 

## Sinopsis
Una mujer que espera a su marido jugador es cortejada por un actor de cine.

## Reparto
- Carlos Estrada
- Susana Canales
- Julio Peña
- Ricardo Castro Ríos
- Nelly Cobella
- Enrique San Miguel
- Francisco Álvarez
- Pablo Acciaresi
- Los Cinco Latinos

## Comentarios
La Razón dijo en su crónica:

«Un cha-cha-cha deficiente… Estrada, en su papel de actor consagrado, susurra “La película es malísima”. Parece una confesión.»

Clarín opinó:

«Diálogos absurdos y situaciones forzadas.»

Por su parte, Manrupe y Portela escriben:

«La dolce vita según Carreras, en una de sus peores películas.»